# Wuppertaler SV Futsal
Der Wuppertaler Sportverein Futsal, kurz Wuppertaler SV Futsal, ist die Futsal-Abteilung des Wuppertaler Sportvereins (WSV). Sie besteht seit dem Jahr 2016 und entstand durch die Fusion mit dem eigenständigen Verein Futsal Selecao Wuppertal, der 2010 von gegründet wurde. Die 1. Mannschaft spielt in der Futsalliga West. Weiterhin nimmt das Team an Pokalspielen in Wuppertal und den umliegenden Städten teil. Die 2. Mannschaft spielt in der Niederrheinliga. Bei der dritten Mannschaft handelt es sich um ein Integrations-Projekt, bei dem der Kader größtenteils aus jungen Spielern mit Migrationshintergrund besteht. Diese Mannschaft nimmt momentan nicht am Spielbetrieb der teil. Die eigenständige Abteilung des Wuppertaler SV richtet seit vielen Jahren mit dem Selecao Cup ein eigenes Turnier nach anerkannten Futsal-Regeln aus.

## Geschichte
Der ursprüngliche Verein Futsal Selecao Wuppertal wurde im ersten Quartal des Jahres 2010 gegründet. Das erste Spiel bestritt die damalige Mannschaft im März gegen das Team von Furious Futsal Mönchengladbach. Futsal Selecao stieg 2012 als Niederrhein-Meister in die erstklassige WFLV-Futsal-Liga auf, drei Jahre später folgte der Abstieg. Im Jahr 2016 kam es zu der Fusion mit dem Wuppertaler Sportverein (WSV); seither besteht eine eigenständige Futsal-Abteilung. Der Wiederaufstieg unter neuem Namen und in die umbenannte Spielklasse Futsalliga West gelang der ersten Herren-Mannschaft in der Saison 2016/17. Es folgte der Gewinn des Niederrheinpokals in der Saison 2017/18, sowie die Teilnahme an der Relegation zur Futsal-Bundesliga in der Saison 2020/21, wo man im Halbfinale gegen St.Pauil Futsal verlor.

## Futsal-Abteilung
Zu der Futsal-Abteilung des Wuppertaler Sportvereins gehören neben der 1. Herren-Mannschaft aktuell auch zwei weitere Mannschaften, wovon jedoch nur eine am Liga-Betrieb teilnimmt. Damit hat sich der WSV in diesem Bereich zu einer der stärksten Kräfte am Niederrhein entwickelt. Das soziale Engagement der Spieler und Mitglieder zeigt sich unter anderem in der Jugendförderung sowie durch ein Integrationsprojekt, das geflüchteten jungen Menschen den Zugang zu einem Verein ermöglicht. Im Laufe der aktuellen Saison soll der Grundstein für eine Futsal-Damenmannschaft gelegt werden.

### 1. Mannschaft

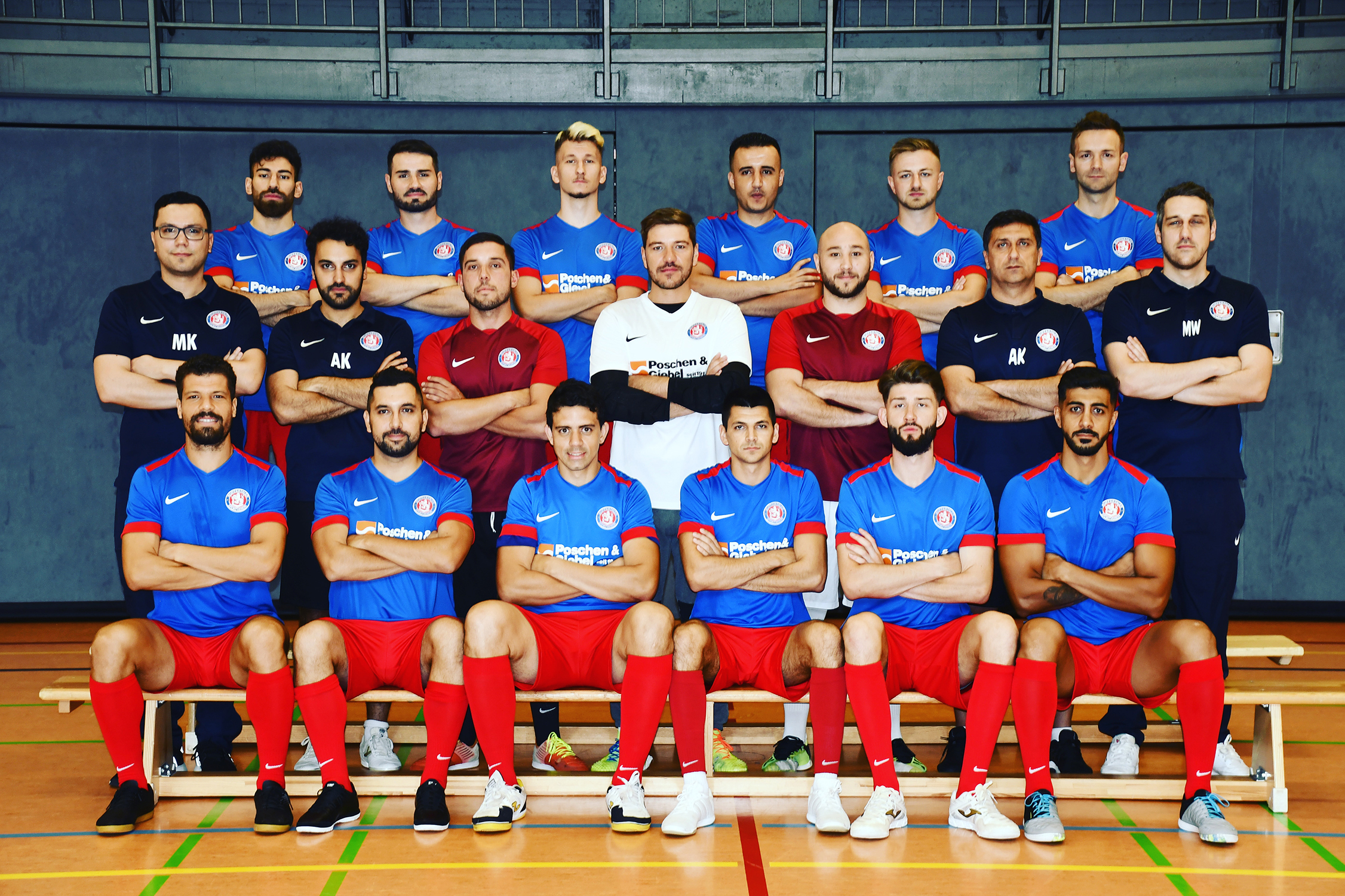

Die 1. Mannschaft spielt in der Saison 2022/23 in der Futsalliga West. Nach dem zweiten Platz in der vergangenen Saison, setzt sich die Mannschaft um das Trainerteam Alen Erkocevic und Sezer Orhan nun höhere Ziele. Der Kader wurde in der Transferperiode gezielt erweitert und angepasst, Kapitäne bleiben nach wie vor David Simmes und Ilias Chatrioui.

### 2. Mannschaft

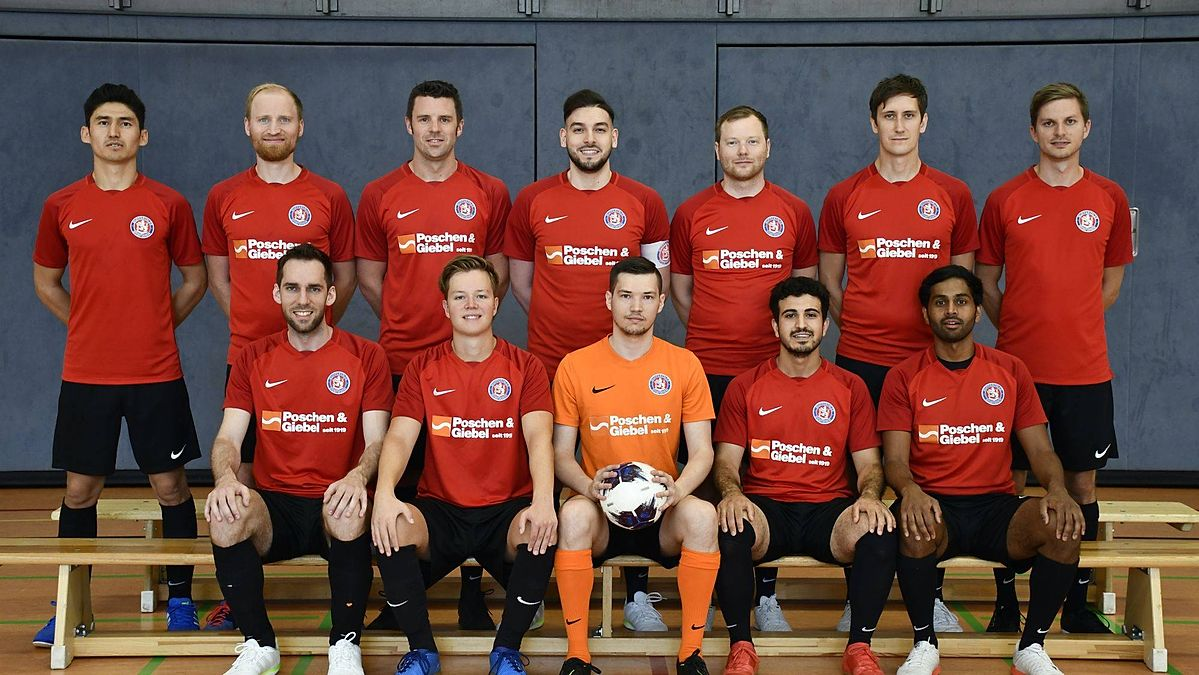

Die 2. Mannschaft des Wuppertaler Sportvereins spielt aktuell in der Niederrhein-Liga. Trainiert wird das Team durch Julio de Santana und Sebastian Weiberg, der zudem auch als Torwart-Trainer fungiert. Für die beiden erfahrenen Trainer ist es die erste gemeinsame Station, bei der es gilt eine neu formierte Mannschaft zusammenwachsen zu lassen.

### Integrationsmannschaft
In Kooperation mit dem Fanprojekt Wuppertal leitet die Futsalabteilung seit Frühjahr 2022 eine junge Mannschaft bestehend aus Spielern mit Migrationshintergrund. Einmal wöchentlich wird fleißig trainiert, wobei der Spaß und das Miteinander gefördert werden.

## Selecao Cup
Der Selecao Cup ist ein Futsal-Turnier, welches nach Futsal-Regeln der FIFA bestritten wird, das seit 2011 jährlich in Wuppertal durchgeführt wird. Zugelassen sind Futsal-Mannschaften mit Spielern, die eine gültige Futsal-Spielberechtigung vorweisen können. Die jeweils zehn teilnehmenden Mannschaften pro Turnier nutzen es vor allem, als Vorbereitungsturnier für die neue Saison. Zu den Siegern zählten – neben dem Ausrichter Futsal Selecao Wuppertal beziehungsweise dem Wuppertaler Sportverein (2014, 2018 und 2019) selbst – unter anderem Bayer Uerdingen (2011), der Futsal Club Nova Karlsruhe (2012 und 2013), Samba Seven Niederkorn aus Luxemburg (2015), Holzpfosten Schwerte (2016) und der Sportclub Aachen (2017). Aktueller Titelträger ist das Futsalteam von FC Carl-Zeiss Jena (2022). Während alle teilnehmenden Teams im Anschluss eine Teilnehmer-Urkunde erhalten, werden die drei Best-Platzierten zudem mit einem Pokal und Preisgeldern honoriert. Weiterhin erhalten der beste Spieler des Turniers und der beste Torwart eine persönliche Auszeichnung. Geleitet wird der Selecao Cup durch drei offizielle Schiedsrichter.

## Futsal im Tal
Der Förderverein „Futsal im Tal“ besteht seit Ende 2019. Die Gründer haben es sich zur Aufgabe gemacht, die Futsal-Abteilung des Wuppertaler Sportvereins sowohl in finanziellen Belangen als auch bei organisatorischen Aufgaben zu stärken und zu unterstützen. Weitere Anliegen sind es, die Abteilung des Vereins aus Wuppertal in der Öffentlichkeit bekannter zu machen und mehr Interesse an der Sportart Futsal bei Jung und Alt zu wecken. Dafür wird mit verschiedenen Medien und Sponsoren zusammengearbeitet, außerdem werden mit einer eigenen Homepage sowie über die Sozialen Netzwerke große Reichweiten erzielt und über Aktuelles, wie verschiedene Aktionen oder Spiel-Verläufe und Ergebnisse, Bericht erstattet. Erster Vorsitzender des Fördervereins ist Alen Erkocevic, der zugleich Kapitän der ersten Mannschaft ist. Weiter zum Vorstand des Fördervereins zählen Sezer Ahmed Orhan, der sich überwiegend um die Kader-Planung kümmert, sowie Eldar Halilovic, der sich mit den Schwerpunkten Marketing und Sponsoring befasst. Unterstützung bei ihren Aufgaben erhalten sie vor allem durch die Trainer der jeweiligen Mannschaften, durch den Vorstand und aktive Mitglieder des Wuppertaler Sportvereins sowie durch freie Mitarbeiter.